# Can Campreciós
Can Campreciós és un edifici del municipi de Sant Just Desvern (Baix Llobregat) que forma part de l'Inventari del Patrimoni Arquitectònic de Catalunya.

## Descripció
És una masia de façana asimètrica amb coberta a dues aigües i de pendents desiguals, vessant als laterals. Cal destacar l'original xemeneia. L'edifici està dividit en dues parts, una d'elles en mal estat de conservació i l'altra restaurada pels usuaris, que la van transformar en una floristeria. Al seu interior es troba una llinda amb la data del 1640 i una altra a la façana datada el 1622.

## Història
Entre el 1326 i 1330 hi ha notícies de la família. En el 1615: "Pau Campreciós, pagès de Sant Just, que compra una persa de terra..." L'augment de la família feu que algun dels seus individus anés a habitar, en qualitat de masover, a altres cases posteriorment.
En el 1635 hi ha noves de la casa. Al maig de 1659, "La casa i heretat que vui te i posseheix Andreu Campreciós, pagès de la present parròquia, de molts anys a esta part se anomena l'heretat i casa den Campreciós". La família s'escampa per fora del terme.
El 1814 la casa és deshabitada i l'any següent té masovers. En el 1844 és novament habitada. En el 1983 es restaura la meitat de la casa.